# Juegos Olímpicos de Innsbruck 1976
Los Juegos Olímpicos de Innsbruck 1976, oficialmente conocidos como los XII Juegos Olímpicos de Invierno, fueron un evento multideportivo internacional celebrado en Innsbruck, Austria. Para esta ocasión, se postularon las ciudades de Denver (Estados Unidos), Sion (Suiza), Tampere (Finlandia), Vancouver (Canadá) e Innsbruck (Austria).
Fue la segunda ocasión en la que se realizaron los juegos en la ciudad de Innsbruck después de los juegos de 1964, razón por la cual se encendieron dos llamas olímpicas. Los Juegos Olímpicos habían sido atribuidos a la ciudad de Denver (12 de mayo de 1970, Ámsterdam, Holanda), pero en 1972 los ciudadanos del estado de Colorado votaron contra la utilización de fondos públicos para sostener las olimpiadas. De esta manera, Innsbruck fue elegida en 1973 para realizar dicha olimpiada. Participaron 1123 atletas (892 hombres y 231 mujeres) de 37 países.

## Antorcha Olímpica
Del 30 de enero al 4 de febrero, la antorcha olímpica siguió un recorrido de 1618 kilómetros que comenzó en Grecia (Olimpia - Atenas) y luego siguió 2 rutas a través de Austria:
- Viena - Linz - Salzburgo - Innsbruck
- Viena - Graz - Klagenfurt - Innsbruck

## Deportes
| - Biatlón - Bobsleigh - Combinada nórdica - Esquí alpino - Esquí de fondo |  | - Hockey sobre hielo - Luge - Patinaje artístico - Patinaje de velocidad - Saltos de esquí |

## Países participantes
Alemania Occidental, Alemania Oriental, Andorra, Argentina, Australia, Austria, Bélgica, Bulgaria, Canadá, Checoslovaquia, Chile, Corea del Sur, España, Estados Unidos, Finlandia, Francia, Grecia, Hungría, Irán, Islandia,Italia, Japón, Líbano, Liechtenstein, Luxemburgo, Marruecos, México, Mongolia, Noruega, Nueva Zelanda, Países Bajos, Polonia, Reino Unido, Rumania, San Marino, Suecia, Suiza, Taiwán, Turquía, Unión Soviética y Yugoslavia.

## Estelares
- Rose Mittermaier (Alemania Occidental), 2 oros en esquí.
- Equipo de hockey sobre hielo de la Unión Soviética, cuarto oro consecutivo.

## Medallas
| Juegos Olímpicos de Invierno de 1976 |                 |     |       |        |       |
| Pos                                  | País            | Oro | Plata | Bronce | Total |
| 1                                    | Unión Soviética | 13  | 6     | 8      | 27    |
| 2                                    | RDA             | 7   | 5     | 7      | 19    |
| 3                                    | Estados Unidos  | 3   | 3     | 1      | 7     |
| 4                                    | Noruega         | 3   | 3     | 1      | 7     |
| 5                                    | RFA             | 2   | 5     | 3      | 10    |
| 6                                    | Finlandia       | 2   | 4     | 1      | 7     |
| 7                                    | Austria         | 2   | 2     | 2      | 6     |
| 8                                    | Suiza           | 1   | 3     | 1      | 5     |
| 9                                    | Holanda         | 1   | 2     | 3      | 6     |
| 10                                   | Italia          | 1   | 2     | 1      | 4     |